# Peneothello bimaculata
La petroica culiblanca (Peneothello bimaculata) es una especie de ave paseriforme de la familia Petroicidae endémica de Nueva Guinea.

## Subespecies
- Peneothello bimaculata bimaculatus
- Peneothello bimaculata vicarius